# 計画経済
計画経済（けいかくけいざい）とは、経済の資源配分を市場の価格調整メカニズムに任せるのではなく、国家の物財バランスに基づいた計画によって配分される体制。対立概念は市場経済。また、計画経済と市場経済の利点を共に備えた混合経済や参加型経済がある。
生産・分配・流通・金融を国家が統制し、経済を運営する。原則的に全ての生産手段が公有とされる。主に社会主義国の経済体制であり、現代では純粋にこれを採用する国は少ない。より細かい分類として、以下が可能である。
- ソ連などにおける「指令型（行政的）」
- ハンガリーなどにおける「誘導型（または規制された）」
- ユーゴスラビアにおける「自主管理社会主義」

## 現在の実施国
- 朝鮮民主主義人民共和国 - 指令型であるが、社会主義企業責任管理制に移行。一部市場経済を容認しており、副業も認められている。経済特区も設置されている。
- キューバ - 指令型。市場経済を取り入れており、自営業も認められている。

## 歴史
計画の機能を初めて本格的に取り上げた人物は、『反デューリング論』や『空想から科学へ』を著したドイツのフリードリヒ・エンゲルスである。カール・マルクスも生産が「自由に社会化された人間の産物として彼らの意識的計画的管理のもとにおかれる」(資本論第1部)としている。

### 第二次世界大戦前
計画経済の原型はウラジーミル・レーニンのゴエルロ計画、ヨシフ・スターリンによる第一次五か年計画期ソ連だった。複雑極まりない経済動態を当局者（ソ連ではゴスプランと呼ばれた）が完全に把握し、需要と供給を調整したりするのは極めて難しく、コンピュータを用いてこれを解決しようという試みもあった（経済計算論争）。また計画経済システムの内在的な欠陥を市場メカニズムの導入により解決しようという試みがコスイギン改革やハンガリーにおいて進められたが、結果的に失敗した。
当時は世界恐慌の影響を全く受けず非常に高い経済成長を達成したため、世界各国が大きな影響を受けた。特に枢軸国への影響は顕著だった。例えば、
- 満洲国は、満洲産業開発五カ年計画などを採用した。
- 日本も、企画院事件などで不発に終わったものもあったが、経済新体制確立要綱では計画経済を目指すことが明記された。官僚はソ連の計画経済に感化されていた。
- ナチス・ドイツでは、私的所有権は保護されたものの、四カ年計画が作成された。
- イタリアは、第二次世界大戦が勃発する1939年まで国有企業が占める割合がソ連に次いで最も高く[1]、事実上ソ連の経済体制とほとんど変わらなくなった。

### 第二次世界大戦後
戦後も中華人民共和国やベトナムのように社会主義を標榜する国以外でも、大韓民国、マレーシアなど開発独裁下の東南アジアで五カ年計画が採用された。しかし、もともとその運用はソ連や東欧諸国に比べて弛緩していたため、皮肉にも経済改革（市場経済化）がスムーズに実行できる要因となった。特に中華人民共和国では毛沢東時代から既に経済の分権化が進んでいたと指摘される。

現在の中国では「五カ年規画」という言葉が使われており、当局が予め目標を定めて経済をそれに誘導しようと試みるものの、価格設定など仔細な点まで立ち入らず、目標にも固執せず柔軟に対応している。したがって後者に近いと考えられるが、「社会主義市場経済」という言葉が用いられる。なお、中国語の「規画」は「計画」より自由なニュアンスだが、実態として依然、国進民退などに象徴されるように党の指導性が強いことから、日本語の「計画」に訳される場合が多い。

## 特徴

### 利点
- 国家主導で物品の生産量や種類、労働者の労働時間などを計画的に管理するため、格差が発生しにくい。
- 外国発の世界的不況や外国からの経済制裁の影響を受けにくい。

### 欠点
- 格差が発生しにくく、企業同士の競争も緩やかになる分、労働者の労働意欲が低下するため、経済成長率が下がる。
- ごく少数、または一個人主導で生産計画を立てなければならず、生産の自由が失われるため、国家指導者の誤算が発生すると生産に無駄が生じてしまい、損失が大きくなる。

## 崩壊の要因
経済学者の野口旭は「社会主義経済が崩壊したその根本的原因は、市場経済と比較して効率の悪さ・生産性の低さにある。社会主義最大の問題点は、計画経済よりもむしろ『分配と所有の不平等が存在しない社会』を標榜することで経済の効率化を望む人々のインセンティブを阻害してしまったことにある」と指摘している。